# Porta (informática)
Porta é um ponto físico (hardware) ou lógico (software), no qual podem ser feitas conexões, ou seja, um canal elétrico-digital através do qual os dados são transferidos entre um dispositivo de entrada ao processador, ou entre o processador e um dispositivo de saída, ou acesso àos dados de um disposítivo externo (pendrive, dongle).

## Etimologia
O uso do termo "porta", em informática, deriva da tradução de um falso cognato port, que em inglês significa "porto". A semelhança física é com os portos náuticos onde os mesmo atracam e permitem a transferência de mercadorias e pessoas. Neste caso o porto informático permite o fluxo de informação. Porém, mesmo com a tradução incorreta, o nome "porta" foi bem assimilado em Português[carece de fontes?], pela analogia que se pode fazer com a porta de uma casa, por exemplo: uma porta, em informática, é o ponto de entrada de um dispositivo externo no computador.

## Porta lógica
Uma porta de software é uma conexão virtual que pode ser usada na transmissão de dados. As mais comuns são as portas protocoladas TCP e UDP, que são usadas para conexão entre os computadores e a Internet. Já uma porta de hardware serve como elemento de ligação entre um computador e outro, ou entre um computador e um periférico.

## Porta física
Fisicamente, uma porta é a parte de um equipamento na qual se conecta um plug ou um cabo de rede.
| Porta de Rede - Ethernet | FireWire                 |
| ------------------------ | ------------------------ |
|                          |                          |
| Interface paralela       | PS/2                     |
|                          |                          |
| Interface serial         | USB                      |
|                          |                          |
| DB(VGA)                  | Digital Visual Interface |
|                          |                          |
| SCSI                     |                          |
|                          |                          |